# Windanlagentestfeld Høvsøre

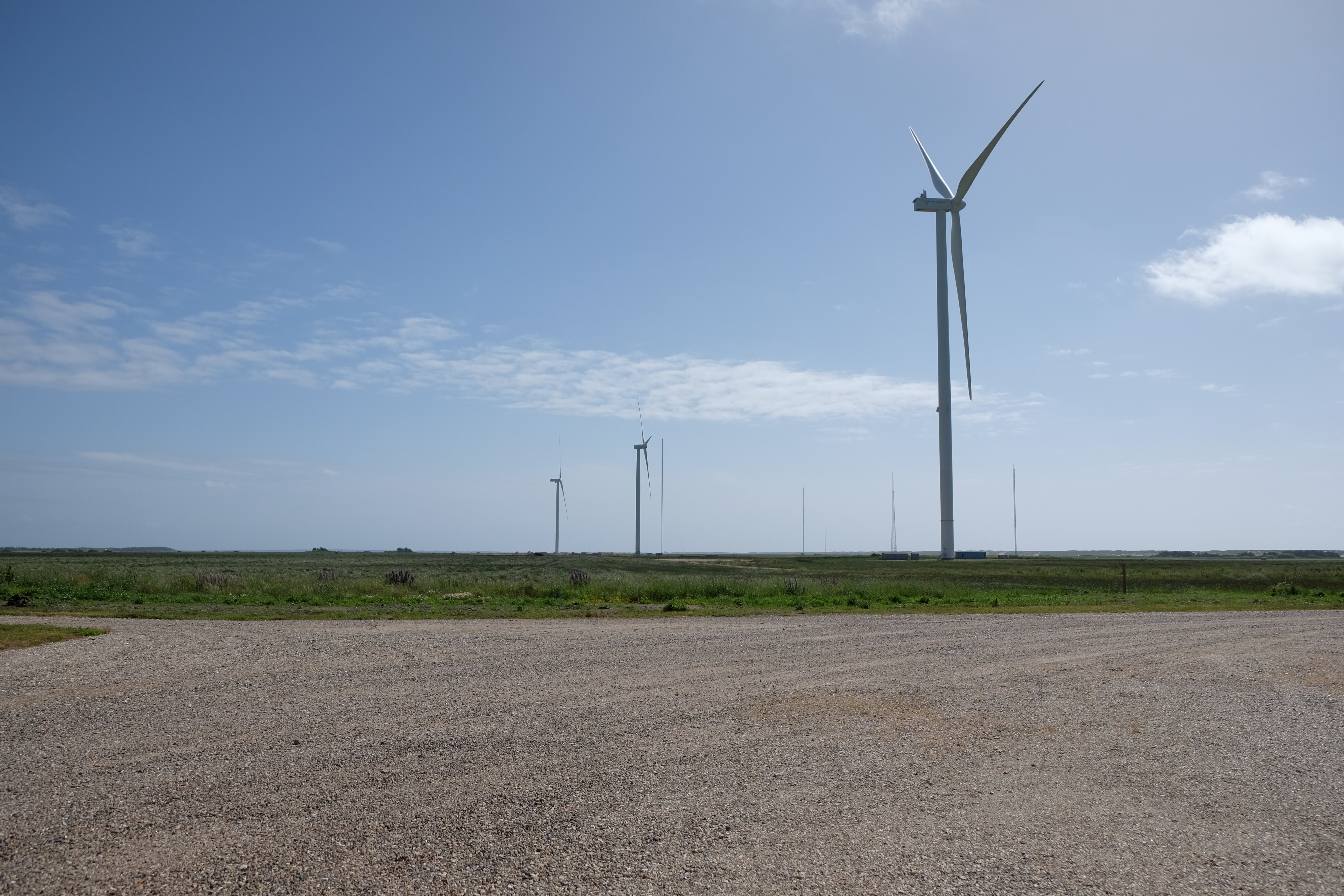
3 der 4 Testanlagen im Juni 2022

Das Windkraftanlagentestfeld Høvsøre (dänisch Prøvestation for store vindmøller, dt. Teststation für große Windkraftanlagen) ist ein Testfeld zur Erprobung von Windkraftanlagen in der Nähe von Lemvig-Bøvlingbjerg in Dänemark.
Im Testfeld wurden fünf Teststände eingerichtet. Acht freistehende, 166 Meter hohe Stahlfachwerktürme mit Messinstrumenten sammeln Daten zu Windgeschwindigkeit, Windrichtung, Temperatur und Luftdruck.
Mit Stand Oktober 2021 befinden sich folgende Windkraftanlagen auf dem Testfeld:
| Teststand | Typ        | Hersteller          | Nabenhöhe | Rotordurchmesser | Gesamthöhe | Leistung | Koordinaten                   | Bemerkungen    |
| --------- | ---------- | ------------------- | --------- | ---------------- | ---------- | -------- | ----------------------------- | -------------- |
| 1         | V136-4.2MW | Vestas Wind Systems | 112 m     | 136 m            | 180 m      | 4200 kW  | 56° 27′ 11,7″ N, 8° 9′ 6,8″ O |                |
| 2         | V116-2.0MW | Vestas Wind Systems | 80 m      | 116 m            | 138 m      | 2000 kW  | 56° 27′ 2″ N, 8° 9′ 6″ O      | 2017 errichtet |
| 3         | SG 5.0-145 | Siemens Gamesa      | 127,5 m   | 145 m            | 200 m      | 5000 kW  | 56° 26′ 52,8″ N, 8° 9′ 5,3″ O |                |
| 4         |            |                     |           |                  |            |          | 56° 26′ 42,2″ N, 8° 9′ 4,5″ O | nicht belegt   |
| 5         | SWT-DD-120 | Siemens Gamesa      | 99,5 m    | 120 m            | 159,5 m    | 4500 kW  | 56° 26′ 32,4″ N, 8° 9′ 3,7″ O | 2015 errichtet |
| 6         | SG 6.6-170 | Siemens Gamesa      | 115 m     | 170 m            | 200 m      | 6000 kW  |                               | 2021 errichtet |

Frühere Windkraftanlagen im Testfeld:
| Typ         | Hersteller          | Nabenhöhe | Rotordurchmesser | Gesamthöhe | Leistung | Bemerkungen    |
| ----------- | ------------------- | --------- | ---------------- | ---------- | -------- | -------------- |
| N100/3300   | Nordex              | 75 m      | 100 m            | 125 m      | 3300 kW  |                |
| SG 2.7-129  | Siemens Gamesa      | 92 m      | 129 m            | 156,5 m    | 2700 kW  | 2019 errichtet |
| V90-2.0MW   | Vestas Wind Systems | 80 m      | 90 m             | 125 m      | 2000 kW  |                |
| V100-1.8MW  | Vestas Wind Systems | 106 m     | 100 m            | 156 m      | 1800 kW  |                |
| V100-2.2MW  | Vestas Wind Systems | 80 m      | 100 m            | 130 m      | 2200 kW  |                |
| SWT-3.6-120 | Siemens             | 91 m      | 120 m            | 151 m      | 3600 kW  |                |
| N90/2500    | Nordex              | 80 m      | 90 m             | 125 m      | 2500 kW  |                |
| SWT-2.3-101 | Siemens             | 80 m      | 101 m            | 130,5 m    | 2300 kW  |                |
| SWT-6.0-120 | Siemens             | 120 m     | 120 m            | 180 m      | 6000 kW  | 2011 errichtet |
| SWT-4.0-130 | Siemens             | 95 m      | 130 m            | 160 m      | 4000 kW  |                |
| SWT-2.5-120 | Siemens             | 92 m      | 120 m            | 152 m      | 2500 kW  |                |